# Тотт, Франц
Франц Тотт (фр. François de Tott; 17 августа 1733, Шаминьи, Франция — 24 сентября 1797, Венгрия) — инженер и писатель, сын венгерского дворянина, находившегося на французской службе (эмигрировавшего во Францию из Османской империи) и возведённого в ранг барона.

## Биография

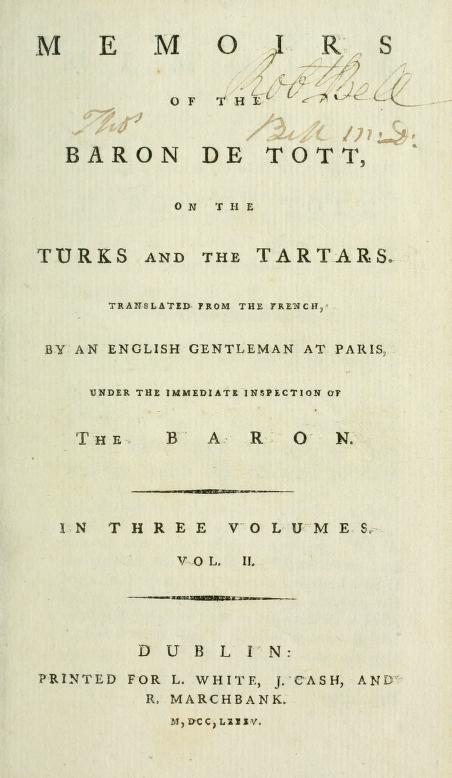
Мемуары барона Франца де Тотта, английское издание, 1785

Ещё с детства был зачислен в полк своего отца, в 1754 году получил звание лейтенанта. В 1755 году отправился в Константинополь в качестве секретаря своего дяди, посла Шарля Гравье, шевалье де Верженна. Вернулся в Париж в 1763 году, в 1766 году был направлен правительством в Швейцарию. В 1767 году был назначен консулом в Крымском ханстве.
Изучив ранее турецкие дела и турецкий язык, представил несколько проектов о союзе Франции с крымским ханом и для исполнения их был послан в Бахчисарай (в 1767 году).  
Во время войны между Россией и Османской империей в январе 1769 году Тотт принял участие в походе крымского хана в Новороссийскую губернию и Южную Польшу. Был очевидцем скоропостижной смерти хана Кырыма Герая в Каушанах, подозревал в этом турецкое влияние. В том же году он отправился в Константинополь, где оказал Турции важные услуги улучшением турецкой артиллерии и вообще турецких войск, сыграв важную роль в военных реформах в Османской империи. Также он много путешествовал по её владениям, побывав практически по всех османских городах средиземноморского побережья.
В 1770 году, когда русский флот угрожал из Архипелага Константинополю, Тотт принял деятельные меры к усилению укреплений при Дарданельском проливе и береговых батарей. Также он был основателем нового завода, производившего пушки, первого турецкого военно-морского училища и подразделений мобильной артиллерии. Несмотря на такие заслуги, он претерпел много неприятностей от фанатизма турок и в 1776 году был вынужден уехать из Турции. 
Он посетил Восток и напечатал результаты своих наблюдений («Mémoires sur les turcs et les tartares», 1784 год, воспоминания в 4-х томах).
В 1781 году был произведён в бригадные генералы. В 1790 году был изгнан из Франции как аристократ; переехал сначала в Швейцарию, а затем в Венгрию, где и умер.